# Jean V. (Armagnac)
Jean V. d’Armagnac (* um 1421; † 6. März 1473) war seit seiner Geburt Vizegraf (vicomte) von Lomagne und – im Alter von 30 Jahren nach dem Tod seines Vaters Jean IV. im Jahr 1450 – Graf (comte) von Armagnac, Fézensac und Rodez.

## Leben

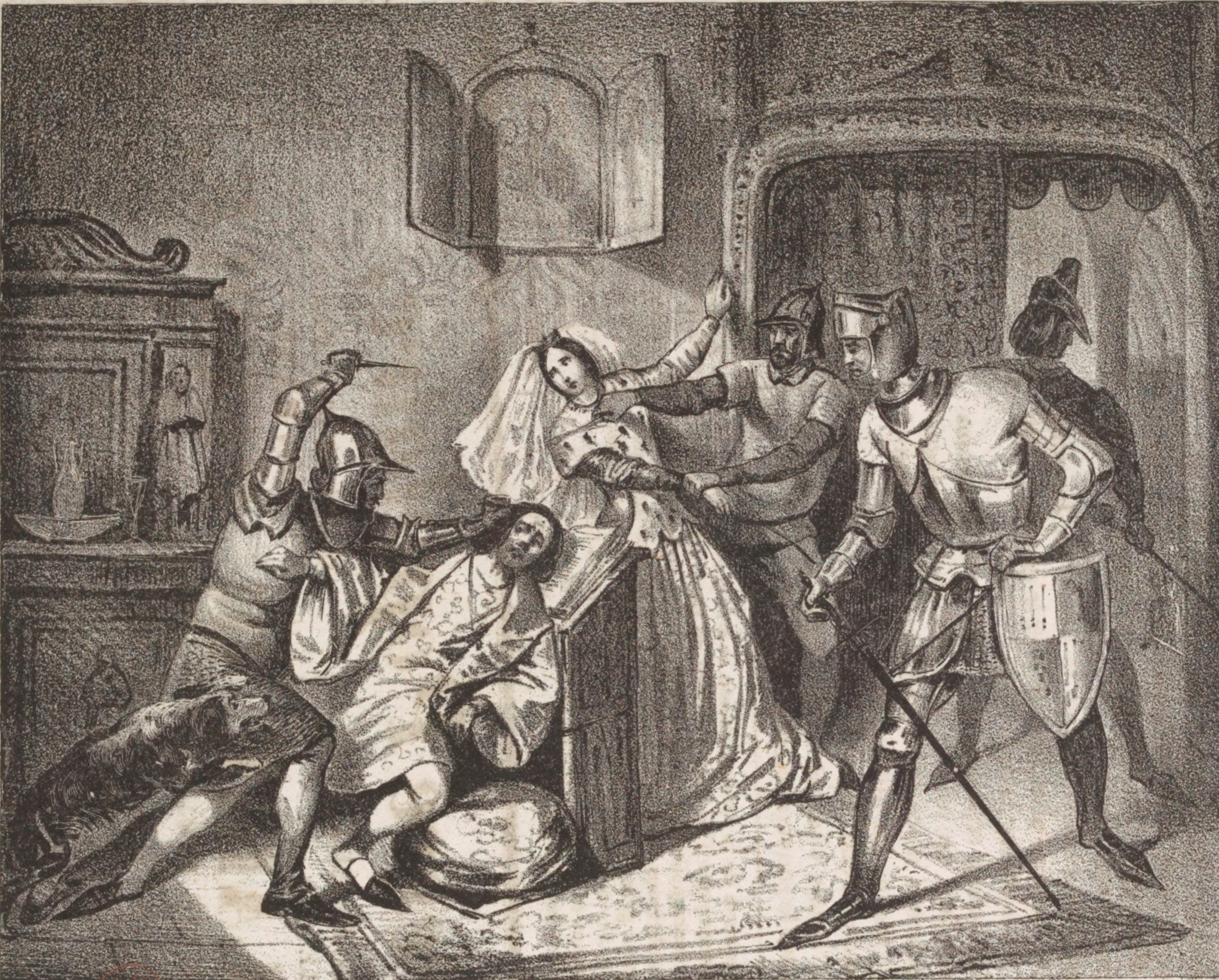
Tod Jeans V. – Lithografie von Nicolas-Louis Delaunois nach einem verlorenen Gemälde von Louis-Henri de Rudder (ca. 1835)

Jean V. gehörte zum Haus Lomagne, einer der mächtigsten und einflussreichsten Familien im Süden Frankreichs in der Zeit des Hundertjährigen Krieges. Alle seine Titel erbte er über seinen Vater. Um das Jahr 1451 schloss er eine inzestuöse Ehe mit seiner Schwester, aus der drei Kinder hervorgingen. Doch im Jahr 1455 entsandte der französische König Karl VII. zwei Armeen gegen Jean, woraufhin dieser ins Königreich Aragón floh, wo er den Widerstand gegen die königliche Besetzung seines Herrschaftsgebietes organisierte. Der König von Aragón riet ihm jedoch, sich an Papst Calixt III. zwecks Erhalt einer Dispens und Vermittlung zwischen ihm und Karl VII. zu wenden. Zwei Kardinäle stellten eine gefälschte Dispens aus, wurden jedoch erwischt und bestraft. Der Papst gewährt Jean Vergebung, doch zog sich dieser wieder an den aragonesischen Hof zurück. Karl VII. starb im Jahr 1461; der neue König Ludwig XI. verfügte eine Amnestie und gab die beschlagnahmten Ländereien und Güter an Jean V. zurück. Im Jahr 1465 schloss sich dieser jedoch der Ligue du Bien public an, einer Verschwörung von Adligen gegen den König, die aber scheiterte, woraufhin er ein neues Komplott mit den Engländern schmiedete. Im Jahr 1469 ehelichte Jean V. Jeanne de Foix, die Tochter Gastons IV. von Foix. Im Jahr darauf entsandte Ludwig XI. seinen Schwiegersohn Pierre II. de Bourbon in die besetzten Gebiete, doch Jean V. zettelte einen Aufstand im Armagnac an und besetzte die Stadt Lectoure. Ludwig XI. entsandte daraufhin den Kardinal Jean Jouffroy zur Belagerung der Stadt. Jean V. akzeptierte die Bedingungen des Königs und ließ am 5. März 1473 die Stadttore öffnen, woraufhin es zu einem Massaker an der Bevölkerung kam, dem viele – darunter auch Jean V. selbst – zum Opfer fielen.